# ألون أرمسترونغ
ألون أرمسترونغ (بالإنجليزية: Alun Armstrong)‏ (22 فبراير 1975 بغيتسهيد في المملكة المتحدة - ) هو لاعب كرة قدم بريطاني في مركز الهجوم. لعب مع إيبسويتش تاون وبرادفورد سيتي وروشدين ودايموندز وستوكبورت كونتي ونادي دونكاستر روفرز ونادي ميدلزبره ونيوكاسل يونايتد وهدرسفيلد تاون ونيوكاسل بلوستار ‏ ودارلينجتون إف سى.

## وصلات خارجية
- ألون أرمسترونغ على موقع قاعدة بيانات كرة القدم.إي يو (الإنجليزية)
- ألون أرمسترونغ على موقع Soccerbase.com (لاعب) (الإنجليزية)
- ألون أرمسترونغ على موقع Soccerbase.com (مدرب) (الإنجليزية)
- ألون أرمسترونغ على موقع عالم كرة القدم.نت (الإنجليزية)